# Otanthus maritimus
Otanthus maritimus là một loài thực vật có hoa trong họ Cúc. Loài này được mô tả khoa học đầu tiên năm 1809.